# Jacques Lefèvre d’Étaples
Jacques Lefèvre d’Étaples vagy latinosan Faber Stapulensis (Étaples (Nord-Pas-de-Calais), 1450 körül – Nérac (Aquitania), 1536 márciusa) francia katolikus pap, teológus, filozófus, humanista, vallási reformátor.
Francia nyelvű biblia-fordítása 200 kiadást ért meg.

## Élete, munkássága
Tanulmányait George Hermonymus tanítványaként kezdte Párizsban, komoly jártasságot szerezve a görög és a latin nyelvekben. Itáliában tanult tovább, ahol pappá is szentelték. Komoly hatást gyakorolt rá a firenzei újplatonista filozófia. Megismerkedett a megújított arisztotelészi szövegekkel, s olyan kiváló gondolkodókkal került kapcsolatba, mint Marsilio Ficino, Giovanni Pico della Mirandola, Ermolao Barbaro és Pietro Pomponazzi. Hazatérte után Párizsban a Sorbonne tanára lett, a Cardinal Lemoine kollégiumban tanított filozófiát. 1517-ben Meaux-ba költözött, ahol később tanítványa és barátja, Briconnet lett a püspök, és 1523-ban az idős tudóst nevezte ki általános helynökévé. Ekkor alapította meg a papság reformján munkálkodó Cénacle de Meaux-t, és Briconnet püspök kiadta Lefèvre Újszövetség-fordítását.
Már Párizsban a humanista tudományokkal való hosszas foglalkozás után hozzákezdett az egyháztanítók és a Biblia tanulmányozásához. Ezek vizsgálata közben arra a megállapításra jutott, hogy az ősegyház tanítása és a korabeli egyházi viszonyok között többlet van. Az egyháznak – hirdette – vissza kellene térnie az ősegyház tanításához és gyakorlatához, és az őskereszténység szellemében meg kell reformálnia önmagát. Ezeknek a nézeteknek az Újszövetség fordítása előszavában is hangot adott. 1525-ben a Sorbonne tanárai 48 tételét elítélték, ezért Strasbourgba menekült. 1526-ban visszatért hazájába, miután I. Ferenc francia király visszahívta és Blois-ban rábízta a fia, Károly nevelését. Egy újabb elítélés elől Néracban a miszticizmus felé hajló Navarrai Margit környezetéhez csatlakozott, ahol 1534-ben Kálvin is meglátogatta. Bár az egyház reformját és a Biblia hatékonyabb alkalmazását követelte, nem állt a reformátorok táborába, és mindvégig katolikus maradt, és inkább a katolikus megújulás előfutárának tekinthető. A nevével fémjelzett fevrista mozgalom sem kapcsolódik közvetlenül a protestantizmushoz.
Szerteágazó irodalmi tevékenysége hamar önálló iskolát teremtett, amelyet a nehézkes, skolasztikus stílussal szemben könnyed frissesség jellemez. Jól példázza ezt Introductio in cognitionem terminorum (Bevezetés a szavak megismeréséhez) című műve is. Egyéb ismertebb munkái: Commentaire sur les épîtres de Saint Paul (Szent Pál leveleinek kommentárja, 1512); Epstre de Evangile de Cinquante-deux dimanches, avec brieve et très utile exposition d'icelles (Szentlecke és evangélium az év 52 vasárnapjára – hasznos és rövid magyarázatokkal). 1527-ben a katolikus levelekhez, 1532-ben pedig az evangéliumokhoz írt kommentárt. Latinra fordította 1498-ban Pszeudo-Dionüszioszt, 1507-ben Damaszkuszi Szent Jánost, 1510-ben Poitiers-i Szent Hilárt, 1513-ban pedig Bingeni Szent Hildegárdot.
Az 1523-as Újszövetség-fordítása után, 1525-ben megjelentette a Zsoltárok könyvének fordítását Le Psautier de David (Dávid zsoltároskönyve) címmel Antwerpenben, két évvel később pedig francia nyelvű Tóra-fordítása jelent meg. Szent Jeromos Vulgatájára alapuló teljes bibliafordítása 1530-ban látott napvilágot Merten de Keyser antwerpeni nyomdász műhelyében. Ugyanott jelent meg négy évvel később bibliafordításának átdolgozott, második kiadása is, melyet ez alkalommal a héber és a görög szövegből fordított. Miután ezt a fordítását több löweni teológus átdolgozta, 200 kiadást ért meg.